# Ernest William Barnes
Ernest William Barnes (Altrincham, 1 de abril de 1874-noviembre de 1953) fue un matemático y obispo anglicano inglés.

## Biografía
Hijo de un maestro de escuela y de la hija de un zapatero, se fueron a vivir a Birmingham en 1876. En 1886 ingresó con una beca en la escuela de secundaria «Eduardo VI» y allí tuvo como profesor de matemáticas a Rawdon Levett, quien además de iniciarlo y encaminarlo en la disciplina lo animó a solicitar una beca para ir a estudiar al Trinity College de Cambridge. 
En 1896 se graduó y dos años después de le concedió el «Premio Smith» por su tesis doctoral, lo que le supuso la concesión de una beca de investigación en el mismo College. Durante diez años desarrolló su trabajo centrándose en la matemática pura, campo en el que investigó sobre la teoría de funciones, que hoy en día aún sigue siendo objeto de atención.
Aunque su familia era de tradición baptista y wesleyana, en 1902, con la autorización de sus padres, fue ordenado diácono de la Iglesia de Inglaterra (anglicana). Sus sermones en las iglesias de los alrededores de Cambridge tenían siempre una orientación científica; así, expresó sus dudas, a la luz de la teoría de la evolución, sobre la literalidad de los relatos bíblicos. También, fue un pacifista convencido.
En 1909, fue elegido miembro de la Royal Society; poco tiempo después, abandonó la investigación matemática. G. H. Hardy lo invitó en 1913 a seguir trabajando en Cambridge como su tutor, tarea que Barnes aceptó.
En 1915, al tiempo que se casaba con Adelaide Ward, aceptó el cargo de maestro en la iglesia del Temple de Londres, donde estuvo hasta 1924. Ese año fue nombrado obispo de Birmingham, lo que lo llevó a formar parte de la Cámara de los Lores. 
Barnes participó también en las conferencias Gifford de 1927-1929, de las que saldría su obra más importante: Scientific Theory and Religion, publicado en 1933 y que le llevó escribir los cuatro años anteriores. Dedicado a las ciencias naturales en toda su extensión, la atención a las matemáticas es escasa, mientras que, como el título indica, su interés por las conexiones entre ciencia y fe son esenciales. En opinión de Barnes, «fe y verdad son siempre compatibles, a menos que el objeto de nuestra fe resulte ser falso». También dedica varios capítulos a la teoría de la relatividad, a temas cosmológicos (con intuiciones sobre la existencia de un big bang como origen del universo) y a la teoría cuántica.
En 1947 publicó otro libro, The Rise of Christianity, cuyo racionalismo conllevó cierta polémica en los círculos anglicanos. 
En febrero de 1953 renunció a su cargo de obispo.

## Fuente
- Jeremy Bernstein, Saltos cuánticos. La mecánica cuántica vista por físicos y no físicos, traducción de Pablo Sauras y revisión técnica de José Carlos Bouso, Alba, Barcelona, 2011. ISBN 978-84-8428-509-0